# نايجل هال (لاعب اتحاد الرغبي)
نايجل هال (بالإنجليزية: Nigel Hall)‏ هو لاعب اتحاد الرغبي نيوزيلندي، ولد في 23 نوفمبر 1978 في ويستبورت ‏ في نيوزيلندا.